# Цюй (фамилия)
Цюй (Qu) — китайская фамилия (клан).
屈 — гл. «согнуть». 瞿 . 麴 .

## Известные Цюй
- Цюй Юань (кит. 屈原, пиньинь Qū Yuán), ок. 340—278 до н. э. — первый среди великих китайских поэтов, историческая фигура эпохи Воюющих Царств. Его образ стал одним из самых выразительных символов патриотизма в конфуцианской идеологии. День ритуального самоубийства Цюй Юаня (день Дуань-у по восточному календарю) отмечается как крупный праздник, известный на Западе под названием Праздник Драконьих Лодок.
- Цюй Суфэнь, 瞿素芬 — секретарь райкома КПК города Тайчжоу (Чжэцзян) с 2002 по 2004 год.
- Цюй Ю

## Другое
Цюйцзялин (кит. трад. 屈傢嶺, упрощ. 屈家岭, пиньинь Qūjiālíng; 3000—2600 до н. э.) — луншаноидная культура раннего неолита на территории современного Китая, одна из трёх (наряду с Мацзяяо и Яншао) существовавших практически параллельно и сыгравших наибольшую роль в процессе формирования китайского этноса ранненеолитических культур бассейна реки Хуанхэ и близлежащих территорий.